# Charles Pictet de Rochemont

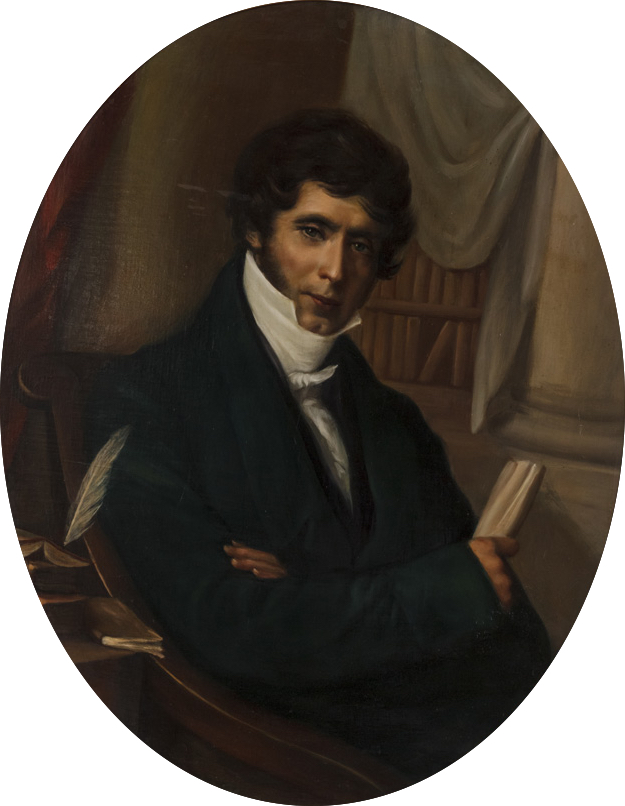
Charles Pictet de Rochemont.

Charles Pictet de Rochemont, född 21 september 1755 i Genève, död 28 december 1824 i Lancy, var en schweizisk diplomat, politiker, agronom och officer.
Pictet de Rochemont, så kallad på grund av sitt gifte, var bror till Marc-Auguste Pictet.  Han förde sin hembygds talan hos de förenade makterna under och efter det sista koalitionskriget mot Napoleon I.